# Llista de monuments de Sant Fruitós de Bages
Llista de monuments de Sant Fruitós de Bages inclosos en l'Inventari del Patrimoni Arquitectònic Català per al municipi de Sant Fruitós de Bages (Bages). Inclou els inscrits en el Registre de Béns Culturals d'Interès Nacional (BCIN) amb la classificació de monuments històrics i els béns culturals d'interès local (BCIL) de caràcter arquitectònic.
| Monument                                                              | Protecció    | Estil/època                              | Localització                                                                          | Coordenades                                          | Codi?         | Imatge |
| --------------------------------------------------------------------- | ------------ | ---------------------------------------- | ------------------------------------------------------------------------------------- | ---------------------------------------------------- | ------------- | --- |
| Monestir de Sant Benet de Bages                                       | BCIN 190-MH  | Romànic, gòtic XII-XIII, XIV, XV, XVII   | Sant Fruitós de Bages                                                                 | 41° 44′ 33″ N, 1° 53′ 57″ E / 41.742634°N,1.899249°E | RI-51-0000436 | Monestir de Sant Benet de Bages (Sant Fruitós de Bages) · Vegeu més fotos d'aquest monument · Carregueu una nova foto d'aquest monument                  |
| Torre de Sant Martí, torre de guaita                                  | BCIN 1460-MH | XIX                                      | Sant Fruitós de Bages Turó de Sant Martí                                              | 41° 45′ 23″ N, 1° 52′ 40″ E / 41.756391°N,1.877707°E | RI-51-0005641 | Torre de Sant Martí (Sant Fruitós de Bages) · Vegeu més fotos d'aquest monument · Carregueu una nova foto d'aquest monument                              |
| Carrer del Pedró                                                      |              | XVI-XVII, XVIII                          | Sant Fruitós de Bages C. Padró                                                        | 41° 45′ 04″ N, 1° 52′ 20″ E / 41.751095°N,1.872164°E | IPA-17043     | Carrer Padró (Sant Fruitós de Bages) · Vegeu més fotos d'aquest monument · Carregueu una nova foto d'aquest monument                                     |
| Fàbrica de farines La Victòria, o la Farinera de Torroella            | BCIL 1985    | Modernisme XX                            | Sant Fruitós de Bages Ctra. de Vic, 26, Torruella de Baix                             | 41° 45′ 28″ N, 1° 53′ 44″ E / 41.757862°N,1.895634°E | IPA-17044     | Fàbrica de farines La Victòria (Sant Fruitós de Bages) · Vegeu més fotos d'aquest monument · Carregueu una nova foto d'aquest monument                   |
| Molins de vent de la Torre del Batlles                                |              | Modernisme, obra popular XX Inici        | Sant Fruitós de Bages Prop del mas de la Torre del Batlles                            | 41° 45′ 19″ N, 1° 52′ 07″ E / 41.755149°N,1.868581°E | IPA-17045     | Carregueu una nova foto d'aquest monument |
| Convent Dominiques, Llar d'Infants Sagrat Cor de Jesús, La Renaixença |              | Historicisme XIX                         | Sant Fruitós de Bages C. Sant Benet, 8                                                | 41° 45′ 03″ N, 1° 52′ 17″ E / 41.750754°N,1.871316°E | IPA-17047     | Carregueu una nova foto d'aquest monument |
| Font de la carretera de Vic                                           |              | Noucentisme XX                           | Sant Fruitós de Bages Ctra. de Vic, 70, a l'alçada del c. Sant Benet                  | 41° 45′ 02″ N, 1° 52′ 23″ E / 41.750611°N,1.872930°E | IPA-17048     | Font de la carretera de Vic (Sant Fruitós de Bages) · Vegeu més fotos d'aquest monument · Carregueu una nova foto d'aquest monument                      |
| Cobert agrícola, la Màquina de Batre                                  | BCIL 2004    | Obra popular XX Mitjan                   | Sant Fruitós de Bages Pl. Onze de Setembre                                            | 41° 45′ 05″ N, 1° 52′ 39″ E / 41.751381°N,1.877440°E | IPA-17049     | Cobert agrícola (Sant Fruitós de Bages) · Vegeu més fotos d'aquest monument · Carregueu una nova foto d'aquest monument                                  |
| Cal Sala                                                              |              | Modernisme, obra popular XX Inici        | Sant Fruitós de Bages Ctra. de Vic, 109                                               | 41° 45′ 07″ N, 1° 52′ 38″ E / 41.751946°N,1.877225°E | IPA-17050     | Can Sala (Sant Fruitós de Bages) · Vegeu més fotos d'aquest monument · Carregueu una nova foto d'aquest monument                                         |
| La Torre dels Batlles                                                 |              | Eclecticisme XIX                         | Sant Fruitós de Bages Al nord-oest de Sant Fruitós, darrera l'escola Paidos           | 41° 45′ 16″ N, 1° 52′ 03″ E / 41.754534°N,1.867389°E | IPA-17051     | Carregueu una nova foto d'aquest monument |
| Mas de les Brucardes                                                  |              | Obra popular XVI-XVIII, XX               | Sant Fruitós de Bages Urbanització Vista Alegre                                       | 41° 44′ 23″ N, 1° 53′ 06″ E / 41.739600°N,1.884872°E | IPA-17052     | Carregueu una nova foto d'aquest monument |
| Església de Sant Jaume d'Olzinelles                                   | BCIL 2006    | Preromànic, romànic X, XII               | Sant Fruitós de Bages Prop de la ctra. Santpedor-Artés                                | 41° 46′ 26″ N, 1° 53′ 49″ E / 41.773989°N,1.897078°E | IPA-17053     | Església de Sant Jaume d'Olzinelles (Sant Fruitós de Bages) · Vegeu més fotos d'aquest monument · Carregueu una nova foto d'aquest monument              |
| Ermita de Sant Sebastià de les Brucardes                              |              | Obra popular XVIII                       | Sant Fruitós de Bages Mas de les Brucardes, Montpeità                                 | 41° 44′ 20″ N, 1° 53′ 02″ E / 41.738903°N,1.883793°E | IPA-17054     | Ermita de Sant Sebastià de les Brucardes (Sant Fruitós de Bages) · Vegeu més fotos d'aquest monument · Carregueu una nova foto d'aquest monument         |
| Capella de Sant Valentí                                               | BCIL 2006    | Gòtic XIV                                | Sant Fruitós de Bages Al cim del puig Montpeità                                       | 41° 44′ 48″ N, 1° 53′ 03″ E / 41.74675°N,1.884056°E  | IPA-17055     | Capella de Sant Valentí (Sant Fruitós de Bages) · Vegeu més fotos d'aquest monument · Carregueu una nova foto d'aquest monument                          |
| Mas de Can Sala                                                       |              | Obra popular, eclecticisme XVIII-XIX, XX | Sant Fruitós de Bages Afores, prop ctra. de Vic                                       | 41° 44′ 59″ N, 1° 52′ 10″ E / 41.749592°N,1.869485°E | IPA-17056     | Carregueu una nova foto d'aquest monument |
| Pavelló d'esplai                                                      |              | Modernisme XX Inici                      | Sant Fruitós de Bages Prop de la ctra. de Vic, al mas Sala                            | 41° 44′ 55″ N, 1° 51′ 59″ E / 41.748579°N,1.866293°E | IPA-17057     | Carregueu una nova foto d'aquest monument |
| Habitatges de la Fàbrica del Pont de Cabrianes                        |              | Modernisme XIX-XX                        | Sant Fruitós de Bages El Pont de Cabrianes                                            | 41° 46′ 16″ N, 1° 54′ 12″ E / 41.771014°N,1.903411°E | IPA-17058     | Habitatges de la Fàbrica del Pont de Cabrianes (Sant Fruitós de Bages) · Vegeu més fotos d'aquest monument · Carregueu una nova foto d'aquest monument   |
| Campanar de la Casa de la Vila                                        |              | Modernisme XIX Final                     | Sant Fruitós de Bages Ctra. de Vic, 52 (desaparegut)                                  | 41° 45′ 02″ N, 1° 52′ 26″ E / 41.750645°N,1.874000°E | IPA-17059     | Carregueu una nova foto d'aquest monument |
| La Fàbrica del Pont, o la Fàbrica Vermella                            |              | Obra popular, historicisme XIX           | Sant Fruitós de Bages                                                                 | 41° 45′ 12″ N, 1° 53′ 33″ E / 41.753417°N,1.892379°E | IPA-17060     | La Fàbrica del Pont (Sant Fruitós de Bages) · Vegeu més fotos d'aquest monument · Carregueu una nova foto d'aquest monument                              |
| Caseta de Comandament del Canal                                       |              | Obra popular XX Inici                    | Sant Fruitós de Bages Al marge dret del Llobregat                                     | 41° 45′ 39″ N, 1° 54′ 07″ E / 41.760769°N,1.902018°E | IPA-17061     | Carregueu una nova foto d'aquest monument |
| Església parroquial de Sant Fruitós de Bages                          | BCIL 1985    | Barroc XI-XII, XVII                      | Sant Fruitós de Bages Pl. de l'Església                                               | 41° 45′ 05″ N, 1° 52′ 12″ E / 41.751515°N,1.869992°E | IPA-17062     | Església parroquial de Sant Fruitós de Bages · Vegeu més fotos d'aquest monument · Carregueu una nova foto d'aquest monument                             |
| Mas Can Graells                                                       | BCIL 1985    | Obra popular, barroc XVIII-XX            | Sant Fruitós de Bages Ctra. Manresa-Santpedor, km 3,5. Sant Iscle de Bages            | 41° 45′ 32″ N, 1° 50′ 39″ E / 41.758823°N,1.844122°E | IPA-17063     | Carregueu una nova foto d'aquest monument |
| Ruïnes de l'església de Sant Genís de la Vall dels Horts              |              | Romànic XI                               | Sant Fruitós de Bages Prop del mas Oliveres                                           | 41° 45′ 45″ N, 1° 53′ 11″ E / 41.762591°N,1.886375°E | IPA-17064     | Carregueu una nova foto d'aquest monument |
| Masia d'Olzinelles                                                    |              | Gòtic, obra popular XIII-XIX             | Sant Fruitós de Bages Ctra Pont de Cabrianes - Santpedor, km 1 camí esquerra, a 20 km | 41° 46′ 26″ N, 1° 53′ 48″ E / 41.774004°N,1.896741°E | IPA-17068     | Masia d'Olzinelles (Sant Fruitós de Bages) · Vegeu més fotos d'aquest monument · Carregueu una nova foto d'aquest monument                               |
| Capella de Sant Isidre                                                | BCIL 1985    | Obra popular XVIII                       | Sant Fruitós de Bages Darrera del carrer Puigmal                                      | 41° 45′ 10″ N, 1° 51′ 34″ E / 41.752657°N,1.859553°E | IPA-17069     | Carregueu una nova foto d'aquest monument |
| Mas de les Oliveres                                                   | BCIL 1985    | Barroc, obra popular XIII-XIX, XX        | Sant Fruitós de Bages Ctra. Manresa-Berga, km 35, camí                                | 41° 45′ 59″ N, 1° 53′ 04″ E / 41.766445°N,1.884371°E | IPA-17070     | Mas de les Oliveres (Sant Fruitós de Bages) · Vegeu més fotos d'aquest monument · Carregueu una nova foto d'aquest monument                              |
| Església de Sant Jaume, església del Pont de Cabrianes                |              | Historicisme XIX Final                   | Sant Fruitós de Bages El Pont de Cabrianes                                            | 41° 46′ 19″ N, 1° 54′ 11″ E / 41.771840°N,1.903143°E | IPA-17073     | Església de Sant Jaume (Sant Fruitós de Bages) · Vegeu més fotos d'aquest monument · Carregueu una nova foto d'aquest monument                           |
| Casa Gran del Pont de Cabrianes, Can Bertran                          |              | Barroc, obra popular XVIII-XIX, XX       | Sant Fruitós de Bages Afores                                                          | 41° 46′ 20″ N, 1° 54′ 13″ E / 41.772161°N,1.903679°E | IPA-17074     | Casa Gran del Pont de Cabrianes (Sant Fruitós de Bages) · Vegeu més fotos d'aquest monument · Carregueu una nova foto d'aquest monument                  |
| Església de Sant Iscle i Santa Victòria de Bages                      | BCIL 1985    | Romànic XII                              | Sant Fruitós de Bages Adossada a l'antic mas de Sant Iscle                            | 41° 45′ 31″ N, 1° 50′ 38″ E / 41.758489°N,1.843971°E | IPA-17077     | Església de Sant Iscle i Santa Victòria de Bages (Sant Fruitós de Bages) · Vegeu més fotos d'aquest monument · Carregueu una nova foto d'aquest monument |
| Mas Casagemes                                                         |              | Obra popular XVIII                       | Sant Fruitós de Bages Santa Anna de Claret                                            | 41° 46′ 37″ N, 1° 51′ 41″ E / 41.77691°N,1.86125°E   | IPA-17211     | Mas Casagemes (Sant Fruitós de Bages) · Vegeu més fotos d'aquest monument · Carregueu una nova foto d'aquest monument                                    |

El Pont Vell de Navarcles està en el límit del terme municipal. Vegeu Navarcles a la llista de monuments del Bages.